# Eutropis rugifera
Espèce
Synonymes
- Tiliqua rugifera Stoliczka, 1870
- Euprepes percarinatus Peters, 1871
- Euprepes percarinatus var. borneensis Peters, 1871
- Mabuya quinquecarinata Werner, 1896
- Mabuia rubricollis Bartlett, 1895
- Mabuya rugifera (Stoliczka, 1870)

Eutropis rugifera est une espèce de sauriens de la famille des Scincidae.

## Répartition
Cette espèce se rencontre :
- en Inde ;
- dans le sud de la Thaïlande ;
- en Malaisie péninsulaire ;
- à Singapour ;
- en Indonésie dans les îles de Bornéo, de Sumatra, de Nias, de Java et de Bali ainsi que dans les îles Mentawai.

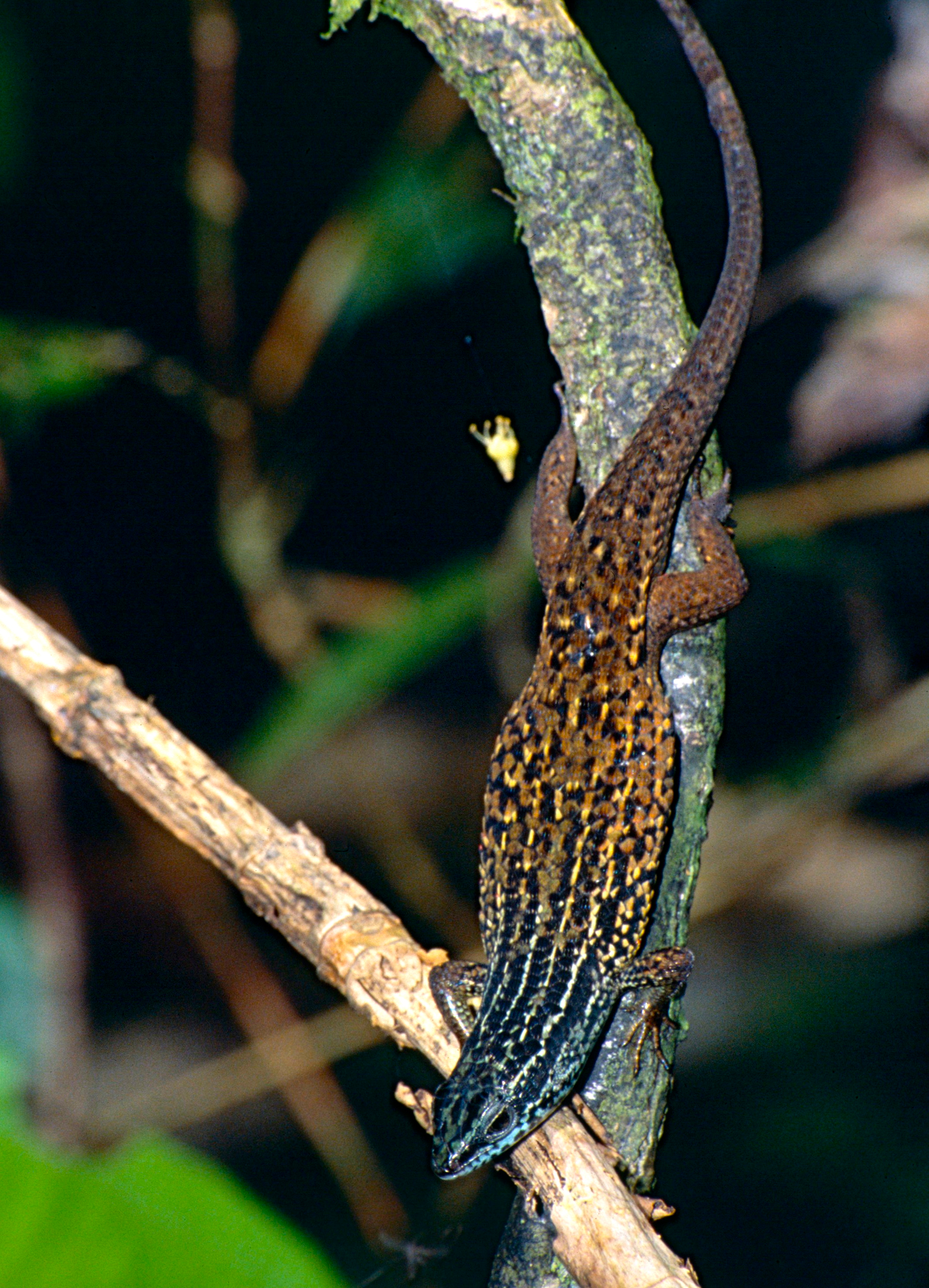
Eutropis rugifera mâle

## Publication originale
- Stoliczka, 1870 : Observations on some Indian and Malayan Amphibia and Reptilia. Journal of the Asiatic Society of Bengal, vol. 39, no 3, p. 159-228 (texte intégral).